# Janet Poole
Janet Poole – nowozelandzka judoczka.
Brązowa medalistka mistrzostw Oceanii w 1983 i 1985. Mistrzyni kraju w latach 1982-1985.